# Смочельська (річка)
Смочельська — річка в Самбірському районі Львівської області, права притока Либохори (басен Дністра).

## Опис
Довжина річки приблизно 4 км. Висота витоку над рівнем моря — 731 м, висота гирла — 694 м, падіння річки — 37 м, похил річки — 9,25 м/км. Формується з багатьох безіменних струмків.

## Розташування
Бере початок у лісовому масиві на північно-західній стороні від села Верхнє Гусне. Тече переважно на північний захід і в селі Либохора впадає в річку Либохору, ліву притоку Стрию.